# ميساتو
ميساتو (باليابانية: 美郷町 ) هي بلدية في اليابان، وبلدة في اليابان، تقع في ميازاكي، ومقاطعة هيغاشيوسوكي، بلغ عدد سكانها 5,076 نسمة وذلك حسب إحصائيات سنة 2018، تبلغ مساحتها 448.72 كيلومتر مربع.

## الموقع
تشترك في الحدود مع:
- نوبيوكا، ميازاكي
- موروتسوكا  [لغات أخرى]‏
- شيبا  [لغات أخرى]‏
- كيجو
- كادوغاوا  [لغات أخرى]‏
- هايوغا، ميازاكي
- سايتو، ميازاكي
- هينوكاغه  [لغات أخرى]‏.